# Monacrostichus
Monacrostichus is een geslacht van insecten uit de familie van de Boorvliegen (Tephritidae), die tot de orde tweevleugeligen (Diptera) behoort.

## Soorten
- M. citricola (Bezzi, 1913)
- M. malaysiae Drew & Hancock, 1994